# Редланд (Алабама)
Редланд (енгл. Redland) насељено је место без административног статуса у америчкој савезној држави Алабама.

## Демографија
По попису из 2010. године број становника је 3.736.
| Група             | 2000.    | 2010.         |
| Белци             | 0 (0,0%) | 3.035 (81,2%) |
| Афроамериканци    | 0 (0,0%) | 481 (12,9%)   |
| Азијати           | 0 (0,0%) | 62 (1,7%)     |
| Хиспаноамериканци | 0 (0,0%) | 86 (2,3%)     |
| Укупно            | 0        | 3.736         |